# Hadena pampaninii
Hadena pampaninii är en fjärilsart som beskrevs av Krüger 1933. Hadena pampaninii ingår i släktet Hadena och familjen nattflyn. Inga underarter finns listade i Catalogue of Life.